# Gustav Bohadti
 Gustav Bohadti  (* 15. Juli 1883 in Wien; † 21. September 1969 in Berlin-Rudow) war ein österreichischer Fachbuchautor, Setzer, Drucker und Faktor.

## Leben
Bohadti erhielt in Wien eine Ausbildung als Setzer und Drucker. Er zog auf Wanderschaft durch die Schweiz, Belgien und Deutschland und machte schließlich Station in Königs Wusterhausen, wo er seine spätere Frau kennenlernte. In Königs Wusterhausen arbeitete er in die Druckerei Walther, wo die Herstellung der Lokalzeitung zu seinen wichtigsten Aktivitäten gehörte. Bohadti hatte als Schweizerdegen hier die Funktion eines Betriebsleiters und bildete die Setzerlehrlinge aus. Drei dieser Lehrlinge der „Schwarzen Kunst“ kamen aus den damaligen deutschen Kolonien Togo, Kamerun und Ostafrika.
1906 heirateten Gustav und Anna Bohadti und bekamen eine Tochter. 1912 zog die Familie nach Berlin, wo Bohadti bei der Schriftgießerei Emil Gursch zunächst Punzierarbeiten verrichtete. Dadurch, dass er an Tuberkulose erkrankte, war er nicht wehrpflichtig, und so blieb ihm der Laufgrabenkrieg 1914 bis 1919 erspart. Im März 1915 wechselte Gustav Bohadti zu der Firma Berthold AG, Messinglinienfabrik und Schriftgießerei in Berlin, wo er als Setzer anfing. 1926 trat er die Nachfolge des Faktors Hermann Hofmann an, der die Druckerei der Firma Berthold seit 1895 geleitet hatte. 1928 vollendete er das Buch „Der Schriftgießer“. Dieses Fachbuch hatte der 1926 verstorbene Hermann Hoffmann begonnen. Letzterer war Gestalter der Schriftfamilie „Block“. Ab 1932 war Bohadti Leiter der Auftragsbearbeitung im Verkauf. Er war ein frühes Mitglied der Berliner Typografischen Gesellschaft (BTG), bei deren Neugründung er 1945 mitwirkte und deren Ehrenmitglied er später wurde. Im gleichen Jahr wirkte er auch mit bei der Wiederbegründung des Berliner Faktorenvereins, wurde später dessen Präsident und in den 1950er-Jahren Ehrenpräsident des Deutschen Faktorenbundes und der Europäischen Faktoren-Union. Die Faktorenvereine waren 1933 von den Nazis zerschlagen worden. Im DIN-Normenausschuss für das grafische Gewerbe (NAGRA) war er Ratgeber.
Gustav Bohadti war Autor verschiedener Fachbücher. 1954 erschien „Die Buchdruckletter – Ein Handbuch für das Schriftgiesserei- und Buchdruckgewerbe“ (Deutscher Verlag der Ullstein AG). Ein Auszug hieraus erschien 1968 mit dem Titel „Type Matrices“ bei Paul Hayden Duensings Private Press and Typefoundry in die USA.
Drei Werke widmete er dem deutschen Stempelschneider Justus Erich Walbaum und den von ihm geschaffenen Schriften.
- Von der Romain du Roi zu den Schriften Walbaums – Eine Schriftstudie von Philippe Grandjean über Fournier, Didot, Bodoni bis zu Walbaum (Berthold, Berlin und Stuttgart 1957)
- Die Walbaum-Schriften und seine Vorläufer – Eine Schriftstudie (Berthold, Berlin, Stuttgart 1960)
- Justus Erich Walbaum – Ein Lebensbild des Graveurs, Stempelschneiders und Schriftgießers (Staatliches Lehrinstitut für Graphik Druck und Werbung, Berlin 1964).

Die später von Bertholds künstlerischer Leiter Günter Gerhard Lange gestaltete Schriften Walbaum Standard und Walbaum Buch gehören zu den bekanntesten und erfolgreichste Schriften der Firma Berthold.
1958 erschien sein „Berthold-Vademecum für das graphische Gewerbe“.
Bohadti verstarb kurz nachdem mit dem Setzen seines letzten Werkes „Bertuch“ begonnen worden war und wenige Wochen nach seinem 86. Geburtstag.
Friedrich Johann Justin Bertuch, Jugend- und Altersgenosse jener großen Männer, die an Weimars Namen den höchsten Ruhm deutscher Literatur geknüpft haben (Berthold 1968, 1969 und 1970) wurde von seinem Enkel Werner Franke vollendet. 
Bohadti behielt sein Leben lang die österreichische Staatsangehörigkeit, besonders auch wieder nach 1945.